# س. غلين هوارد
س. غلين هوارد (بالإنجليزية: C. Glenn Howard)‏ هو مهندس أمريكي، ولد في 24 يوليو 1897، وتوفي في 29 مارس 1946.

## روابط خارجية
- س. غلين هوارد على موقع DriverDB.com (الإنجليزية)